# 5MC&1DJ
「5MC&1DJ」（ファイブエムシー アンド ワンディージェイ）は、nobodyknows+のアルバム。

## 収録曲
1. Intro 〜5MC+1DJ〜(Theme from nobodyknows+ pt.13)
2. どうよ?
3. T.R.U.E.
4. 宿なし
5. シアワセナラテヲタタコウ
6. 夏のかけら
7. 奇跡に乾杯
8. Hello!(Theme from nobodyknows+ pt.14)
9. メバエ
10. エル・ミラドール 〜展望台の唄〜
11. マライフ(Theme from nobodyknows+ pt.15)
12. Sweet Soul Music